# All My Friends
All My friends es el segundo EP de la banda de post-hardcore Eatmewhileimhot.
El EP se lanzó por la banda Mister owl (Más tarde Eatmewhileimhot), lanzado el 15 de agosto de 2008, independiente.
El álbum se relanzó el 7 de julio de 2009, por Loveway Records, con un nuevo cover.

## Listado de canciones
| All My Friends (edición regular) |                       |              |               |          |  |
| N.º                              | Título                | Escritor(es) | Productor(es) | Duración |  |
| 1.                               | «The Two-Armed Man»   |              |               | 3:06     |  |
| 2.                               | «Screw the Standards» |              |               | 2:21     |  |
| 3.                               | «All My Friends»      |              |               | 2:17     |  |
| 4.                               | «When in Rome!»       |              |               | 3:11     |  |
| 5.                               | «The Point»           |              |               | 3:07     |  |
| 14:02                            |                       |              |               |          |  |

## Créditos
Banda
- Chris Drew - Voces, teclados
- Caleb Denison - Guitarra principal, coros
- Hayden Kaiser - Guitarra rítmica
- Taylor Macfee - Bajo
- Nathan Elison - Batería

Producción
- Eatmewhileimhot - Producción, mezcla, masterización, sonido